# Bien de Interés Cultural
Un Bien de Interés Cultural (in italiano "bene di interesse culturale", abbreviato in BIC) è una forma giuridica di riconoscimento e tutela del patrimonio storico spagnolo che copre sia i beni immobili che quelli mobili. Al 2017, il relativo registro elencava 30400 beni di interesse culturale, di cui la metà beni immobili (principalmente monumenti) e l'altra metà beni mobili (prevalentemente quadri e disegni).

## Definizione
Il "bien de interés cultural" è una figura di tutela regolamentata dalla Legge 16 del 25 giugno 1985 sul patrimonio storico spagnolo. In conformità con la ripartizione di competenze stabilita dalla Costituzione spagnola del 1978, la dichiarazione dei beni di interesse culturale è a carico dello Stato solo per i beni ascrivibili ai servizi pubblici gestiti dall'Amministrazione Generale dello Stato o appartenenti all'ente del Patrimonio Nazionale o ubicati a Ceuta o Melilla. In tutti gli altri casi, la competenza è delle singole comunità autonome.

## Categorie
Per la dichiarazione di un bene di interesse culturale, la legge statale prevede un insieme di categorie.

### Beni immobili
Sono definiti beni immobili:
(Legge 16/1985, art. 14.1)
Si distinguono in particolare le seguenti categorie:
- Monumento histórico (monumento storico): beni immobili che costituiscono realizzazioni architettoniche o ingegneristiche, o opera di scultura colossali, a cui si riconosce interesse di carattere storico, artistico, scientifico o sociale.
- Jardín histórico (giardino storico): spazio delimitato e realizzato come ordinamento di elementi naturali da parte dell'uomo, eventualmente complementado con strutture architettoniche, e considerato di interesse in funzione della sua origine, o del suo passato storico, o dei suoi valori estetici, sensoriali o botanici.
- Conjunto histórico (complesso storico): insieme di immobili che compongono un insediamento umano, continuo o disperso, condizionati da una struttura fisica rappresentativa dell'evoluzione di una comunità e di testimonianza della sua cultura o che costituiscono un valore di utilizzo da parte della collettività. Si considera complesso storico anche qualsiasi nucleo identificabile di immobili conglobato in una entità di insediamento di livello superiore che possieda le stesse caratteristiche e possa essere delimitato in maniera chiara (per esempio, un quartiere di una città).
- Sitio histórico (sito storico): luogo o sito naturale legato a eventi o memorie del passato, a tradizioni popolare, a creazioni naturali o culturali e a opere dell'uomo che possieda valore storico, etnologico, paleontologico o antropologico.
- Zona arqueológica (zona archeologica): luogo o sito naturale in cui sono presenti beni mobili o immobili suscettibili di essere studiati con metodologia archeologica, indipendentemente dal fatto che siano stati estratti o meno e che si trovino in superficie, nel sottosuolo o nelle acque spagnole.

### Beni mobili
Sono definiti come beni mobili:
(Codice Civile, articolo 335)
(Legge del Patrimonio Storico Spagnolo, art. 27)
Si distinguono le seguenti categorie:
- patrimonio etnográfico (patrimonio etnografico);
- patrimonio documental y bibliográfico (patrimonio documentale e bibliografico).

## Sistema di codifica
Tutti i beni di interesse culturale sono catalogati con un codice BIC del tipo R.I.-XX-YYYYYYY-00000, dove i primi due caratteri (XX) indicano il tipo di bene, i sette successivi (YYYYYYY) sono il codice identificativo del bene e le ultime cinque cifre identificano singole parti dello stesso bene (il valore 00000 indica il bene nel suo insieme).
I valori previsti per i primi due caratteri sono i seguenti:
- AR: Archivio.
- BI: Biblioteca.
- MU: Museo.
- 51: Monumento.
- 52: Jardín histórico.
- 53: Conjunto histórico.
- 54: Sitio histórico.
- 55: Zona arqueológica.
- 56: Restauro architettonico.

Esistono inoltre beni che non possiedono un codice BIC ma sono identificati con dichiarazioni generiche, come castelli, croci di pietra, granai, eccetera.